# Лопушанка (Мукачівський район)
Лопуша́нка — село у Свалявській громаді Мукачівського району Закарпатської області України.
Колишня назва — Брусторів.
Перша згадка з 1645 року
Дзвіниця. 1926
Дерев’яна одноярусна каркасна дзвіниця з високим шатровим дахом належить до групи дзвіниць, поширених у долині річки Дусинки. Дзвіницю збудували в центрі села.
Дзвін відлила ужгородська фірма „Акорд” у 1926 р. і ця дата, можливо, вказує на час спорудження дзвіниці. На дзвоні напис: „БОЖЄ! СОХРАНЫ НАШОЄ СЄЛО ОТ ВСЯКЫХ БІДЪ” Зараз на околиці села споруджують цегляну церкву.

## Населення
Згідно з переписом УРСР 1989 року чисельність наявного населення села становила 235 осіб, з яких 112 чоловіків та 123 жінки.
За переписом населення України 2001 року в селі мешкало 238 осіб.

### Мова
Розподіл населення за рідною мовою за даними перепису 2001 року:
| Мова       | Відсоток |
| ---------- | -------- |
| українська | 99,59 %  |
| російська  | 0,41 %   |

## Особистості
В селі народився Фізер Іван Васильович — Заслужений художник України.

## Туристичні місця
- річка Дусинка
- Дзвіниця. 1926 На дзвоні напис: „БОЖЄ! СОХРАНЫ НАШОЄ СЄЛО ОТ ВСЯКЫХ БІДЪ”